# منابع طبیعی افغانستان
افغانستان کشوری‌ دارای منابع سرشار می‌باشد. مهم‌ترین منابع طبیعی افغانستان عبارتند از معادن فلزات، سنگ‌های قیمتی و منرال‌ها، گاز طبیعی، نفت ، ۷۵ میلیارد متر مکعب آب شیرین،  ۱٬۳ میلیون هکتار جنگل ، ۵۰۰ نوع پرنده، ۱۲۰ نوع حیوانات وحشی، ۹ ماه انرژی خورشیدی با حرارت‌های مختلف، ۳۰ میلیون هکتار چراگاه و کوه‌های پربرف می‌باشد. تاکنون ۲۸۶ معدن فلزات، ۵ میدان گازی در شمال، تیل مایع و سایر معدنی جاتی که کشف شده‌است. در افغانستان معادنی که به‌ وفور وجود دارند، عبارتند از ۱۰۸ میلیون تن معدن آهن در حاجی‌گک، طلا در چهار منطقهٔ کرومیت در حصارک، زغال سنگ در یازده منطقه از جمله ۵ معدن قابل استخراج، لاجورد ۱٬۳۰۰ تن در سرسنگ در بدخشان، مس، ۱۲ میلیون تن نفت و گاز طبیعی، مرمر سفید و رنگه می‌باشد. افزون‌بر این موارد، در این کشور معادن اورانیوم در خان نشین در ولایت هلمند، تیتانیم، سرب، نقره، یاقوت، فیروزه، بیرایت، زمرد، نمک، فلوراید، گچ چونه، باروت، گوگرد، موادخام، سیمان، قلع، آلمینیوم، منزیم، گرانیت، عقیق، آکوامارین، آمیتیس، توپاز، گانزیت،تورمالین، پگماتیت، بریلم، لیتیم، نیوبیم، سزیم، روبیدیم، طلق، ابرک، سلیت و غیره می‌باشد. معادن به‌شکل کانی و رسوبی وجود داردند.

## پیوند داخلی
- وزارت معادن افغانستان
- انرژی در افغانستان
- کشاورزی در افغانستان
- افغانستان